# Pilot Speed
I Pilot Speed, originariamente Pilate, sono un gruppo rock emergente canadese, che mescola sonorità classiche alla U2 con contaminazioni di Rock alternativo alla Radiohead.
I suoi membri sono:
- Todd Clark: cantante principale e scrittore dei testi
- Chris Greenough: chitarra principale
- Ruby Bumrah: bassista
- Bill Keeley: batterista/percussionista

## Storia
I Pilate sono diventati ufficialmente Pilot Speed nel 2006, a causa di controversie legali dovute alla commercializzazione dei loro dischi, al di fuori del Canada. Grazie al film Death Sentence, in cui compare nella colonna sonora un loro brano: Alright, ottengono un successo internazionale.

## Discografia

### Album in studio
- Caught By The Window (23 settembre, 2003)
- Sell Control for Life's Speed (25 aprile, 2006), ripubblicato come Into the West

### EP
- For All That's Given, Wasted (2001), pubblicato da Maple Music in Canada